# 埃格爾湖 (辛根)
47°46′53″N 8°52′39″E / 47.78139°N 8.87750°E

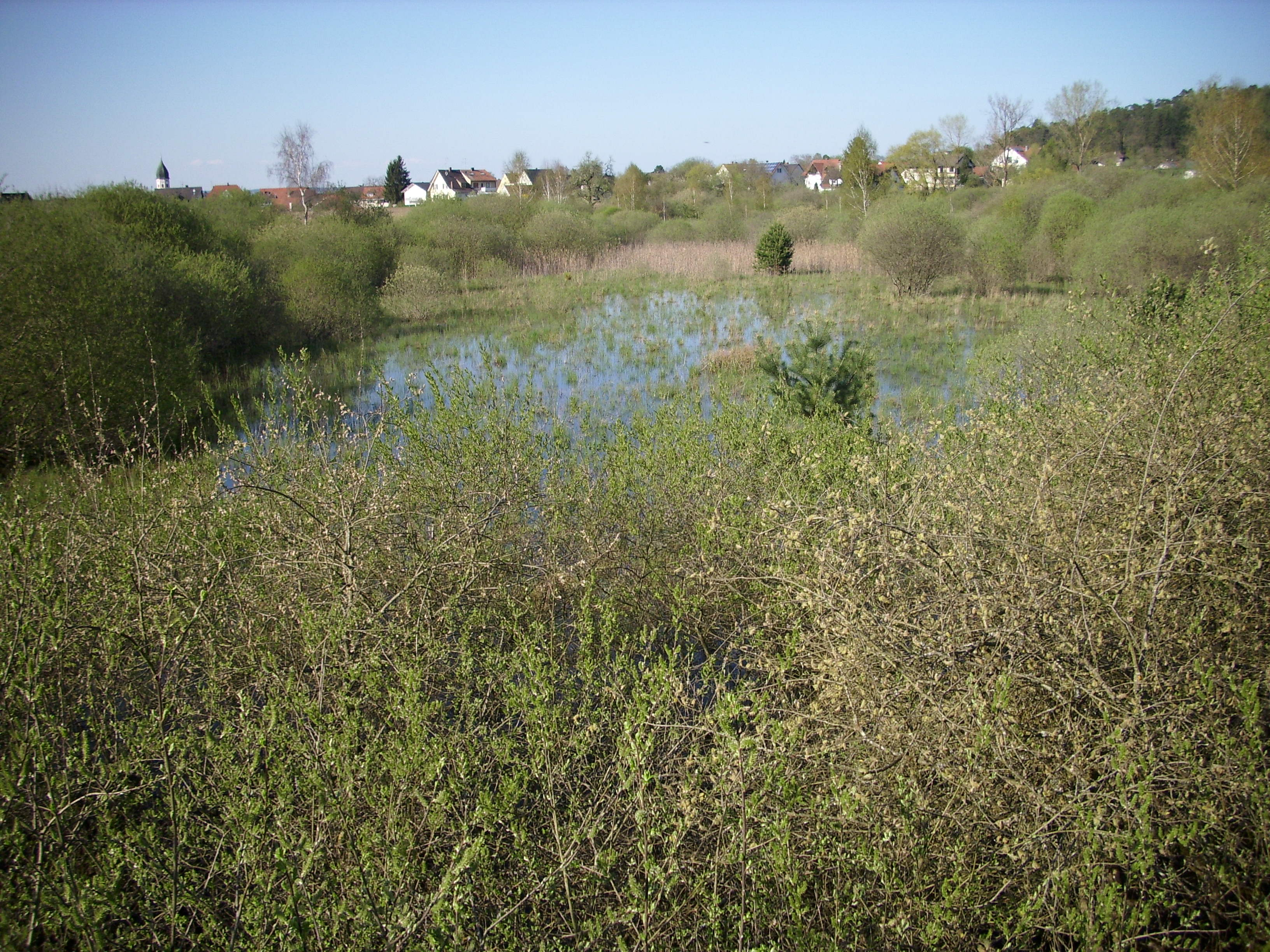

埃格爾湖（德語：Egelsee），是德國的湖泊，位於該國西南部，由巴登-符騰堡州負責管轄，處於辛根，長0.4公里、寬0.3公里，面積0.06平方公里，海拔高度448米，最大水深8米。